# Sex on the Radio
Sex on the Radio è un singolo del gruppo musicale sudafricano Kongos, ultimo estratto dall'album Lunatic, e pubblicato nel 2012 dall'etichetta Tokoloshe.
Il brano è stato scritto e composto dal cantante e bassista Dylan Kongos.

## Tracce
Versione sudafricana (Tokoloshe Records)
Testi e musiche di Dylan Kongos.
1. Sex on the Radio – 3:56
2. Sex on the Radio (Z.O.W. remix) – 4:20

## Formazione
- Dylan Kongos - voce, basso elettrico, chitarra
- Johnny Kongos - fisarmonica, tastiere
- Jesse Kongos - batteria, voce
- Daniel Kongos - chitarra, voce